# Jammin’ the Blues

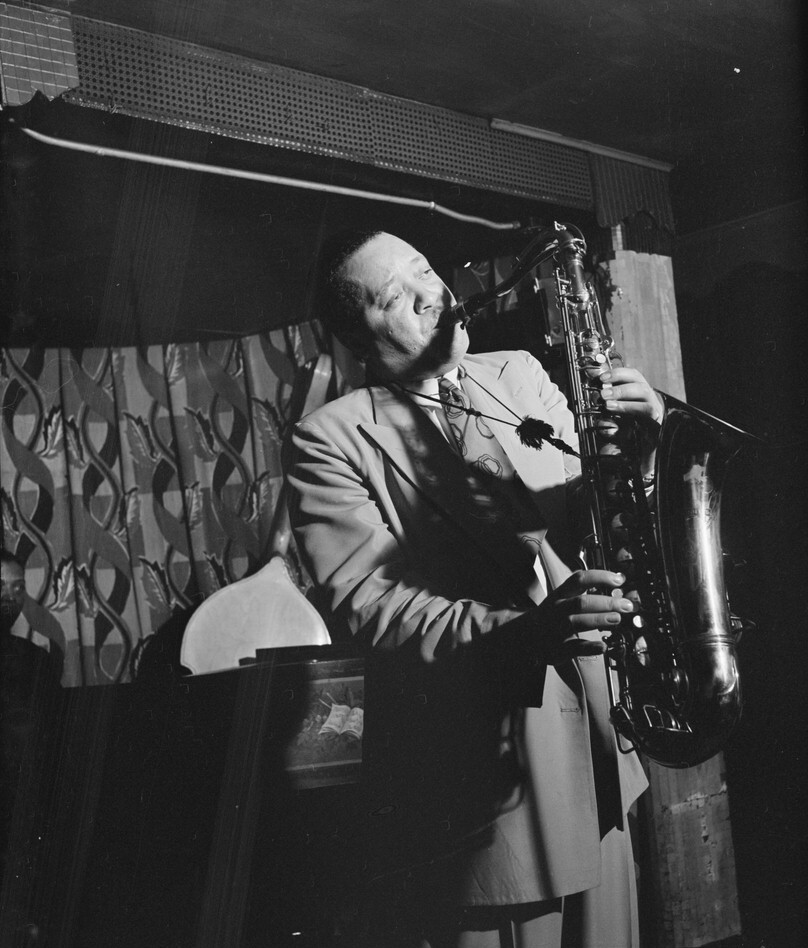
Lester Young, Auftritt im New Yorker Famous Door (ca. September 1946; Fotografie von William P. Gottlieb)

Jammin’ the Blues ist ein US-amerikanischer Jazzmusik-Kurzfilm aus dem Jahr 1944, der Musiker der damaligen Jazzszene wie Lester Young, Red Callender, Sweets Edison, Marlowe Morris, Sid Catlett, Jo Jones, John Simmons und Illinois Jacquet zeigt. Außerdem zugegen (aber nicht zu erkennen) ist Barney Kessel. Die Dokumentation gilt als der erste Hollywood-Film, der die Kunstfertigkeit afroamerikanischer Jazzmusiker zeigt.

## Geschichte des Films
Im Jahr 1944 beriet der Jazz-Impresario Norman Granz den Fotografen und Filmemacher Gjon Mili bei der Realisierung des Musikkurzfilms Jammin’ the Blues für die Warner Brothers. Granz, der das Filmprojekt koordinierte, brachte dafür Musiker des Count Basie Orchestra, die in Los Angeles weilten, mit Musikern wie Marlowe Morris, Red Callender und Barney Kessel zusammen.
Für den Film wurde zunächst in den Warner Studios in Burbank im August 1944 Tonmaterial für den Film eingespielt, da es technisch noch nicht möglich war, Musik und Bild gleichzeitig aufzunehmen. Während Basies Musiker im nördlichen Kalifornien ihre Tourneen fortsetzten, wählten Granz und Mili aus dem Fundus die Songs aus, die sie filmisch umsetzen wollten. Nachdem die Basie-Musiker erneut nach Los Angeles gekommen waren, entstanden die Filmaufnahmen und Gili synchronisierte sie mit der Tonspur.
Zu Beginn des Films kommt aus dem Off die Stimme: „This is a jam session. Quite often teses great artists gather and play ad lib hot music. It could be called a midnight symphony“.
Zunächst spielen die Musiker die zwei Balladen Midnight Symphony, mit den Solisten Lester Young (mit seinem Pork Pie Hat) und Sweets Edison, sowie On the Sunny Side of the Street, gesungen von Marie Bryant, mit einem weiteren Solo von Lester Young. Es folgt zum Abschluss die Uptempo-Nummer Jammin' the Blues (Solisten: Jacquet, Edison, Kessel und Morris), in der ein Tanzbeitrag von Archie Savage und Marie Bryant gezeigt wird.
Die Tanzeinlage war ein Kompromiss zwischen Granz/Gili und den Warner-Studiobossen, die ursprünglich „Hunderte von Jitterbug-Tänzern“ in dem Film haben wollten, worauf sich die beiden Filmemacher nicht einlassen wollten. Warner wollte eine rein schwarze Musikergruppe; Granz setzte aber den weißen Gitarristen Barney Kessel durch; der Kompromiss gestaltete sich dann derart, dass dessen Filmaufnahme in tiefen Schatten stattfand. Für die Schlussszene beharrten die Warner-Studioleiter darauf, dass Kessels Finger mit Beerensaft gefärbt wurden.
Warner verteilte den Film an Kinos in den gesamten Vereinigten Staaten. Für den jungen Norman Granz stellte der Ende Dezember 1944 veröffentlichte Film eine kostenlose Publicity für seine Konzertreihe Jazz at the Philharmonic dar, die er im Juli dieses Jahres im Philharmonic Auditorium von Los Angeles gestartet hatte, und in der die meisten Musiker aus Jammin’ the Blues auftraten.
Mili und Granz arbeiteten 1950 erneut bei einem Filmprojekt zusammen (Improvisation), das jedoch nicht vollständig realisiert wurde. Darin traten Charlie Parker und Coleman Hawkins zusammen auf.
Der Film förderte auch die Karriere des Kameramanns Robert Burks, der ab den 1950er Jahren mit seiner Arbeit für Alfred-Hitchcock-Filme wie North by Northwest und Vertigo bekannt wurde.

## Auszeichnungen
Gordon Hollingshead wurde für die Produktion 1945 für einen Oscar in der Kategorie Bester Kurzfilm nominiert. Der Film wurde 1995 als „culturally, historically, or aesthetically significant“ in das National Film Registry aufgenommen.

## Rezeption
Im Vergleich zu anderen Musikfilmen mit schwarzen Musikern erfuhr der Film ein ungewöhnlich starke Resonanz. Schon bei seinem Erscheinen wurde der Film positiv von den amerikanischen Zeitschriften wie Life, Time, Ebony und Downbeat aufgenommen; beispielsweise berichtete die Zeitschrift Ebony in einem vierseitigen Artikel darüber, dass nun erstmals die Farbgrenze überschritten sei. Es gelang ihm jedoch nicht, in Hollywood stilistisch einen Trend bei der Produktion von ähnlichen Musikfilmen zu erzeugen. Arthur Knight fasst die Kritikerstimmen zusammen; der Film wurde als „Meilenstein“ bezeichnet, als „one of the few honest motion pictures about jazz“ (so Whitney Balliett) und „the greatest film to depict jazz musicians in their natural habitat.“
Arthur Knight vertrat in seiner Studie zu Jammin’ the Blues die These, dass der „Look der Musik“ es beeinflusse, wie Zuhörer, das was sie hören, einordnen. Der Kritiker Josh Kun hielt ihm vor, sich nicht vorrangig mit der Musik des Films beschäftigt zu haben, sondern vielmehr mit den „coloured social bodies who are playing the music that the viewer sees and hears.“
Daniel Eagan schränkt ein, dass Jammin’ the Blues im Gegensatz zu den damals populären Soundies den „pedantischen Ton eines Lehrfilms“ einnehme, der Jazz als Hochkultur zelebrieren wolle. Auch sei die Darstellung der Musiker im Film derart geraten, dass sie diese zu „mysteriösen und romantischen Gestalten“ verkläre; so werde Lester Young zu einer Film-Noir-Figur, umhüllt von Zigarettenrauch. Viele Jazzmusiker hätten diese Rolle als Vorlage eigener (Bühnen)-Darstellung genutzt.
Nach Ansicht von Krin Gabbard trug der Film dazu bei, Lester Young zu einer „großen Jazzikone“ zu machen. So sei dieser im Blick der Öffentlichkeit nicht als der typische Happy go-local-Entertainer wahrgenommen worden, sondern als demi-monde-Künstler, der damit nicht die rassistischen Stereotype über Afroamerikaner dieser Zeit erfüllte. Obwohl dem filmischen Porträt Lester Youngs eher konventionelle Darstellungen der schwarzen Musiker folgten wie dem lachenden Jo Jones, mit dem der Film endet, stelle Jammin’ the Blues die Künstler als Hipster und Teil der Avantgarde dar. Dabei adaptiere Mili expressionistische Formen des deutschen Films aus der Zeit der Weimarer Republik, die in Hollywood durch Fritz Lang, Billy Wilder sowie von Jacques Tourneur verkörpert worden seien.
Dave Gelly weist darauf hin, wie Gili mit speziellen filmischen Mitteln die Konventionen des damaligen Musikfilms hinter sich ließ: So sei zum Beispiel Lester Young in der Eingangsszene allein in einem leeren Raum zu sehen, aber als die Kamera zu ihm zurückkehrt, sitzt er inmitten der Band.

## Weitere Literatur
- Arthur Knight: Jammin’ the Blues, or the Sight of Jazz, 1944. In: Representing Jazz, ed. Krib Gabbard, Durham, NC, Duke University Press, 1995, S. 11–53